# Đội tuyển Fed Cup Kyrgyzstan
Đội tuyển Fed Cup Kyrgyzstan đại diện Kyrgyzstan ở giải đấu quần vợt Fed Cup và được quản lý bởi Liên đoàn Quần vợt Kyrgyzstan.  
Kyrgyzstan thi đấu ở Nhóm II khu vực châu Á/châu Đại Dương in 2011.

## Lịch sử
Kyrgyzstan tham dự kì Fed Cup đầu tiên vào năm 2003. Thành tích tốt nhất của đội là về đích thứ 2 ở Nhóm II khu vực châu Á/châu Đại Dương năm 2010, đánh bại Philippines, Syria và Hồng Kông, trước khi thất bại trước Ấn Độ trong trận play-off thăng hạng. Trước năm 1993, các vận động viên Kyrgyzstan đại diện cho Liên Xô.